# 1972년 아프리칸 챔피언스 클럽컵
1972년 아프리칸 챔피언스 클럽컵(1972 African Cup of Champions Clubs)은 1972년 4월부터 12월 22일까지 개최된 아프리칸 챔피언스 클럽컵(현재의 CAF 챔피언스리그)의 8번째 대회이다. 기니의 하피아 FC가 결승전에서 우간다의 심바 FC를 누르고 우승을 차지했다.

## 1라운드
| 팀 1                 | 합계   | 팀 2                  | 1차전 | 2차전 |
| -------------------- | ------ | --------------------- | ----- | ----- |
| ASFA 옌넹가 와가두구 | 1-4    | 졸리바 AC             | 1-3   | 0-1   |
| 에글 은콩삼바        | 3-2    | 올림픽 레알 드 방기   | 3-1   | 0-1   |
| 알아흘리             | 부전승 | 알메리크              | 없음  | 없음  |
| ASFA 다카르          | 6-2    | AS 코토누             | 3-0   | 3-2   |
| 하피아 FC            | 5-2    | AS FAN 니아메         | 4-1   | 1-1   |
| 하츠 오브 오크       | 부전승 | 아발루히아 유나이티드 | 없음  | 없음  |
| 마잔차               | 2-11   | 카브웨 워리어스       | 2-2   | 0-9   |
| AS 생미셸            | 2-1    | 영 아프리칸스         | 2-0   | 0-1   |
| 세인트조지 SA        | 4-2    | 라보리 푸블리치       | 3-1   | 1-1   |
| TP 마젬베            | 3-1    | AS 폴리스             | 2-0   | 1-1   |

## 2라운드
| 팀 1            | 합계              | 팀 2           | 1차전 | 2차전 |
| --------------- | ----------------- | -------------- | ----- | ----- |
| 아프리카 스포르 | 3-7               | TP 마젬베      | 1-2   | 2-5   |
| 카농 야운데     | 4-6               | 하피아 FC      | 3-2   | 1-4   |
| 디나미크 토골레 | 4-5               | 에글 은콩삼바  | 1-1   | 3-4   |
| ASFA 다카르     | 2-2               | 졸리바 AC      | 2-0   | 0-21  |
| 이스마일리      | 2-2 승부차기 3-4) | 알아흘리       | 0-1   | 2-1   |
| 카브웨 워리어스 | 5-1               | AS 생미셸      | 2-1   | 3-0   |
| 심바 FC         | 5-1               | 세인트조지 SA  | 4-0   | 1-1   |
| WNDC 이바단     | 1-3               | 하츠 오브 오크 | 1-0   | 0-3   |

1 ASFA 다카르와 졸리바 AC의 2차전 경기는 졸리바 AC가 2-0을 만들면서 합계 2-2 동점이 되었다. 이에 따라 승부차기에 돌입하려고 했으나 ASFA 다카르가 심판 판정에 불만을 표시하면서 승부차기를 거부했다. 이에 따라 ASFA 다카르는 해당 대회에서 실격 처리되었으며 3년 동안 아프리카 축구 연맹(CAF) 주관 대회에 참가하는 것이 금지되었다.

## 8강전
| 팀 1           | 합계 | 팀 2            | 1차전 | 2차전 |
| -------------- | ---- | --------------- | ----- | ----- |
| 알아흘리       | 1-4  | 심바 FC         | 1-1   | 0-3   |
| 하피아 FC      | 4-2  | 졸리바 AC       | 3-0   | 1-2   |
| 하츠 오브 오크 | 8-4  | 카브웨 워리어스 | 7-2   | 1-2   |
| TP 마젬베      | 6-2  | 에글 은콩삼바   | 4-1   | 2-1   |

## 준결승전
| 팀 1           | 합계 | 팀 2      | 1차전 | 2차전 |
| -------------- | ---- | --------- | ----- | ----- |
| 하츠 오브 오크 | 1-2  | 심바 FC   | 1-1   | 0-1   |
| TP 마젬베      | 3-4  | 하피아 FC | 3-2   | 0-21  |

1 TP 마젬베는 아프리카 축구 연맹(CAF)에서 배정한 심판의 자격을 놓고 벌어진 분쟁으로 인하여 하피아 FC와의 2차전 경기를 거부했다. 이에 따라 아프리카 축구 연맹은 해당 경기를 하피아 FC의 2-0 승리로 처리했다.

## 결승전
| 팀 1      | 합계 | 팀 2    | 1차전 | 2차전 |
| --------- | ---- | ------- | ----- | ----- |
| 하피아 FC | 7-4  | 심바 FC | 4-2   | 3-2   |

## 우승
| 1972년 아프리칸 챔피언스 클럽컵 우승 |
| ------------------------------------ |
| 하피아 FC 1번째 우승                 |